# Линия Хренина
«Линия Хренина» — распространённое белорусскими государственными и оппозиционными СМИ название по имени министра обороны Виктора Хренина для укрепрайонов на границах Белоруссии, созданных в 2023—2024 годах.
Официально в Вооружённых силах Белоруссии — «узлы сопротивления».

## История
Имеется богатый исторический опыт наличия укрепрайонов на территории Беларуси. В 1930-е годы в БССР по «линии Сталина» возведены четыре укрепрайона. В 1940—1941 годах, перед началом Великой Отечественной войны, развёрнуто строительство новых сооружений, на этот раз по «линии Молотова». Однако на момент начала немецкого вторжения укрепрайоны до конца обустроены не были.
Возведение оборонительных сооружений в 2020-х обусловлено напряжённой обстановкой в регионе и анализом опыта войны в Украине.
Первый укрепрайон был создан под Гомелем (деревня Калинино) в мае 2023 года, всего в 20 км от границы и 10 км от самого города. Фортификации военные возвели вдоль одной из важнейших транспортных коммуникаций вблизи областного центра, у трассы М20 в Украину. На полях выставлены противотанковые сооружения, так называемые «драконьи зубы». Данный укреплённый район изначально создавался для тренировки территориальной обороны, но позже его заняли действующие военные. Общая длина оборонительной линии составляет около двух километров (400 метров — западная часть, 1600 метров — восточная).
К началу октября проведены работы в Брестской области, под Кобрином и Жабинкой (деревня Саки), в 28 км от польской границы. Большую часть сооружений расположили под землёй. Созданы столовые, бани, автономная система питания. Оборудованы места для укрытия личного состава и военной техники, вооружения. «Узлы сопротивления» создавались для деятельности полностью автономно либо изолированно.
В январе 2024 года началось возведение укрепрайона под Гродно.
Оборудованием «узлов сопротивления» в большей степени занимаются местные органы власти. Они числятся на балансе Вооружённых сил и используются как объекты учебно-материальной базы.

## Анализ
Со слов министра обороны Виктора Хренина, идея создания укрепрайонов основана на опыте российско-украинского конфликта. Он заявил, что на тех направлениях, где заблаговременно готовилась оборона, украинская армия была наиболее устойчива, и наступающие группировки российских войск испытывали наибольшие затруднения. В качестве примера министр привёл полосы обороны в районе Бахмута и Авдеевки, за счёт которых боевые действия на данных участках шли более года. Со стороны российской армии заблаговременная подготовленная оборона на запорожском направлении позволила успешно отразить контрнаступление противника.
Военно-политический обозреватель Юрий Фёдоров связывал возведение сооружений с угрозой победы Украины в войне с Россией и последующего вторжения в Беларусь.
Пресс-секретарь Госпогранслужбы Украины Андрей Демченко заявил, что возведение оборонительных сооружений проходит на определённой удалённости от границы. Масштабных работ украинская сторона не зафиксировала. По мнению пресс-секретаря, укрепрайоны по большей части являются «демонстрацией».